# Констан Жоасем
Константінус "Констан" Жоасем (фр. Constantinus "Constant" Joacim, 3 березня 1908, Берхем — 12 червня 1979) — бельгійський футболіст, що грав на позиції захисника, зокрема, за клуби «Берхем» та «Олімпік» (Шарлеруа), а також національну збірну Бельгії.

## Клубна кар'єра
У футболі дебютував 1929 року виступами за команду «Берхем», в якій провів шість сезонів. 
Своєю грою за цю команду привернув увагу представників тренерського штабу клубу «Олімпік» (Шарлеруа), до складу якого приєднався 1935 року. Відіграв за команду з Шарлеруа наступні чотири сезони своєї ігрової кар'єри.
Протягом 1941—1943 років захищав кольори клубу «Тілльор».
Завершив професійну ігрову кар'єру у клубі «Оверпельт Фабриєк», за команду якого виступав протягом 1943—1944 років.

## Виступи за збірну
1931 року дебютував в офіційних матчах у складі національної збірної Бельгії. Протягом кар'єри у національній команді, яка тривала 7 років, провів у її формі 11 матчів.
У складі збірної був учасником чемпіонату світу 1934 року в Італії, де зіграв в програному матчі збірної Німеччини (2-5).
Помер 12 червня 1979 року на 72-му році життя.